# April 2009
Dit artikel geeft een chronologisch overzicht van belangrijke gebeurtenissen per dag in de maand april van het jaar 2009.

## Gebeurtenissen

### 1 april

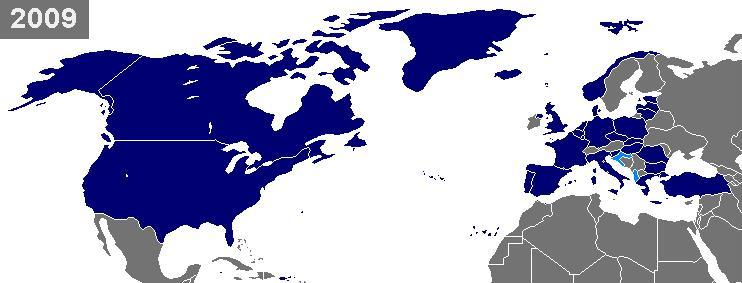
1 april - Albanië en Kroatië worden lid van de NAVO

- Een zelfmoordaanslag op het provinciehuis van Kandahar in Zuid-Afghanistan kost aan veertien mensen het leven, onder wie de vier daders.
- Albanië en Kroatië treden toe tot de NAVO die daarmee 28 leden telt.
- In het Schotse deel van de Noordzee stort een helikopter neer met personeel van BP. Hierbij verliezen 16 mensen het leven.
- Het Argentijns voetbalelftal lijdt onder leiding van bondscoach Diego Maradona een recordnederlaag. In La Paz, 3.600 meter boven zeeniveau, wordt het maar liefst 6-1 voor gastland Bolivia.
- De Verenigde Staten en Rusland laten weten dat zij zullen proberen een nieuw kernwapenverdrag te sluiten voordat het bestaande verdrag in december afloopt.
- Ruim 250.000 mensen in het oosten van de Democratische Republiek Congo slaan op de vlucht na een militaire operatie om Hutu-rebellen op te pakken.
- De ondertekening van tien pagina’s met afspraken tussen socialisten (PSE) en de conservatieve Partido Popular maakt definitief de weg vrij voor een historische machtswisseling in Baskenland.

### 2 april
- Op een bijeenkomst van de G20 in Londen wordt besloten tot een investering van duizend miljard dollar in de wereldeconomie, het grootste deel via het IMF. Ook zal er strenger, internationaal toezicht komen op de financiële instellingen.
- Elco Brinkman, de voorman van Bouwend Nederland, heeft gelobbyd om Edwin de Roy van Zuydewijn weg te krijgen bij Bouwfonds. Dat zeggen bronnen rond het Bouwfonds en de advocaat van De Roy, Mark Meijer.
- Amerikaanse toezichthouders versoepelen de boekhoudregels voor banken in de Verenigde Staten.
- Naar schatting 20 duizend mensen gaan in Kiev de straat op om het aftreden van de regering en vervroegde verkiezingen te eisen.

### 3 april
- President Viktor Joesjtsjenko van Oekraïne zegt voor het eerst dat hij kan instemmen met vervroegde presidentiële en parlementaire verkiezingen in oktober.
- In een vuurgevecht tussen Thaise en Cambodjaanse militairen nabij het betwiste tempelcomplex Preah Vihear komen minstens twee Cambodjanen om het leven.
- Bloedbad bij een Amerikaanse hulporganisatie voor immigranten en vluchtelingen: veertien personen komen om het leven bij een schietpartij in een gebouw van de particuliere American Civic Association in Binghamton in de staat New York.
- De leiders van de 28 NAVO-landen worden het eens om de afspraken over strategische samenwerking te herzien.
- De Amerikaanse schaatsbond gaat niet verder met Bart Veldkamp als hoofdcoach.

### 4 april
- Anders Fogh Rasmussen wordt gekozen om per 1 augustus Jaap de Hoop Scheffer op te volgen als secretaris-generaal van de NAVO. Lars Løkke Rasmussen volgt hem op als premier van Denemarken.
- In de Verenigde Staten worden voor de tweede keer in twee weken tijd drie politiemannen doodgeschoten. Het jongste incident is in de stad Pittsburgh in het noordoosten van het land.
- De schoonmakers op Schiphol mogen doorgaan met hun stakingsacties. De eis van Schiphol Group, de exploitant van de luchthaven, om de acties te verbieden, wordt door de voorzieningenrechter in Utrecht afgewezen.
- Een zelfmoordaanslag in de Pakistaanse hoofdstad Islamabad kost zeker acht leden van een paramilitaire eenheid het leven. Vier anderen raken gewond.
- Bijna vijftig Afghaanse vluchtelingen die in een vrachtwagen via Pakistan op weg waren naar Iran, zijn onderweg gestikt. De Pakistaanse politie vindt hun lijken in de laadruimte van het geparkeerde voertuig, nabij de stad Quetta in het grensgebied met Afghanistan.
- Het Nederlands cricketelftal lijdt in Zuid-Afrika bij het wereldkampioenschap voor B-landen de eerste nederlaag. Oranje verliest in de derde groepswedstrijd nipt van Verenigde Arabische Emiraten.

### 5 april
- Op Antarctica breekt een enorme ijsschots af ter grootte van een kwart van Nederland van het Wilkins IJsplateau.
- President Barack Obama presenteert zijn plan voor kernwapenontmanteling.
- De Keniase langeafstandsloper Duncan Kibet is met 2:04.27 (parcoursrecord) de snelste in de 29e editie van de marathon van Rotterdam. Bij de vrouwen zegeviert de Russische Nailja Joelamanova in een tijd van 2:26.30.
- Wielrenner Stijn Devolder wint voor de tweede opeenvolgende keer de Ronde van Vlaanderen.
- Opening van Gamla Ullevi, een voetbalstadion in het Zweedse Göteborg en thuishaven van IFK Göteborg, GAIS en Örgryte IS en het Zweeds voetbalelftal.

### 6 april
- Bij een aardbeving in de omgeving van L'Aquila in de Italiaanse regio Abruzzen vallen meer dan 275 doden. Er zijn zeker 1500 gewonden. De beving met een kracht van 6,3 op de schaal van Richter beschadigt duizenden gebouwen. >>meer nieuws
- Bij een aanval op het in Afghanistan gelegen Kamp Holland komt een twintigjarige Nederlandse militair om. Vijf andere Nederlandse militairen raken gewond.
- Vastgoedmagnaat Ed Maas heeft zich volgens de rechtbank in Amsterdam niet schuldig gemaakt aan het met voorkennis handelen in aandelen. Wel krijgt de voormalig LPF-voorzitter een boete van 75 duizend euro, omdat hij transacties in aandelen van vastgoedfonds VHS niet adequaat heeft gemeld.
- Een serie aanslagen met autobommen in de Iraakse hoofdstad Bagdad kost aan zeker 36 mensen het leven. Er vallen 139 gewonden, aldus veiligheidsfunctionarissen. In totaal ontploffen in de stad zes autobommen. Het zijn de bloedigste aanslagen sinds 10 maart.

### 7 april
- Oud-president Alberto Fujimori (70) van Peru krijgt 25 jaar gevangenisstraf opgelegd. De rechtbank houdt hem verantwoordelijk voor 25 moorden die begin jaren 90 door een geheime eenheid van het leger werden gepleegd. Fujimori gaat in hoger beroep.
- Het Amerikaanse computerbedrijf Apple past de prijzen van de populaire online muziekwinkel iTunes aan. Onder druk van de muziekindustrie is de jarenlang gehanteerde prijs van 99 dollarcent (0,75 euro) veranderd in verschillende prijzen van 0,69, 0,99 en 1,29 dollar (0,52, 0,75 en 0,97 euro).
- Therapie om een depressie te voorkomen wordt voortaan volledig gedekt door de ziektekostenverzekering. Dat geldt ook voor alle zorg rond kanker. Dit besluit het College voor Zorgverzekeringen (CVZ).
- Homoseksuelen en lesbiennes kunnen voortaan ook trouwen in de Amerikaanse staat Vermont. De Senaat en het Huis van Afgevaardigden in de noordoostelijke staat stemmen in met het homohuwelijk.
- Een 60-jarige Nederlander wordt in een natuurreservaat in India doodgestampt door een olifant. Het incident gebeurt in het Kaziranga National Park in de oostelijke deelstaat Assam.

### 8 april
- Europees Commissaris Neelie Kroes (Mededinging) begint een diepgaand onderzoek naar de staatssteun die Nederland aan Fortis en ABN Amro heeft gegeven.
- De Tweede Kamer wil het gebruik van separeercellen voor psychiatrische patiënten terugdringen en eist daarop een beter toezicht.
- De microscoop waarmee Antoni van Leeuwenhoek (1632-1723) de spermacel ontdekte, is bij Christie's geveild voor 347.708 euro. Dit is driemaal zoveel als de richtprijs en een record voor een Nederlands wetenschappelijk instrument, zo maakt het veilinghuis bekend.
- Libanon draagt een lijst met verdachten over die vastzitten in verband met de moord op ex-premier Rafik Hariri aan het Libanontribunaal in Leidschendam.
- De wereldvoetbalorganisatie FIFA zegt een akkoord te hebben bereikt met het antidopingbureau WADA over onaangekondigde controles.

### 9 april
- De Amerikaanse inlichtingendienst CIA maakt ‘niet langer’ gebruik van geheime gevangenissen om terreurverdachten te verhoren. Deze zogeheten ‘zwarte plekken’ zullen worden gesloten. Dit maakt de directeur van de CIA bekend.
- Bij de Indonesische parlementsverkiezingen moeten de moslimpartijen meer dan een derde van hun aanhang inleveren. De verkiezingen zijn een overwinning geworden voor de Democratische Partij van president Susilo Bambang Yudhoyono.
- In de regio Rotterdam springt op verschillende plaatsen de waterleiding. Het gaat om straten in onder meer Rotterdam, Pernis, Hoogvliet, Spijkenisse en Simonshaven. Volgens het waterbedrijf Evides lopen in sommige gevallen huizen en kelders onder.
- Zeker 62 procent van de stemgerechtigde Algerijnen stemt tijdens de presidentsverkiezingen. Dat is goed nieuws voor president Abdelaziz Bouteflika, die de opkomst van de vorige verkiezingen (58 procent) in 2004 wil evenaren. De oppositie heeft de bevolking opgeroepen de verkiezing te boycotten.
- De advocaat van de ouders van de Marc Dutroux-slachtoffers Julie en Melissa wordt in Luik neergestoken door zijn eigen zoon.
- De Boliviaanse president Evo Morales gaat in hongerstaking. Met de actie wil hij de door de oppositie gedomineerde Senaat onder druk zetten om een datum voor nieuwe verkiezingen vast te stellen.

### 10 april
- Een transseksueel is weggepest uit de wijk Zuilen in Utrecht. Dat zegt burgemeester Aleid Wolfsen in het tv-programma Pauw en Witteman.
- Josef Fritzl, 's wereld bekendste incestpleger, wil zijn gevangenisstraf zo dicht mogelijk in de buurt van zijn voormalige woonplaats Amstetten uitzitten.
- Klokkenluider Paul Schaap uit Anna Paulowna dient een claim van 800 duizend euro in bij het ministerie van VROM. Het gaat om een compensatie voor inkomstenderving en pensioenbreuk.
- Een Turkse rechtbank klaagt zeven mannen aan die verdacht worden van banden met het terreurnetwerk al-Qaeda.
- Franse soldaten ontzetten een schip dat bijna een week geleden werd gekaapt voor de Somalische kust. Vier gijzelaars, onder wie een kind, worden bevrijd. Een vijfde gijzelaar komt tijdens de actie om het leven.
- Door een ontploffing in een Indiase vuurwerkfabriek in Parola komen 23 mensen om het leven. Bijna vijftig anderen raken gewond.

### 11 april
- Zeker negen leden van een pro-Amerikaanse militie in Irak komen om het leven door een zelfmoordaanslag.
- Cees Korvinus (59) wordt door de verenigingsraad van de VARA benoemd tot voorzitter. Hij volgt op 1 oktober Vera Keur op.
- Somalische piraten kapen een Amerikaans-Italiaanse sleepboot met zestien bemanningsleden in de Golf van Aden.
- Het dodental door de aardbeving in Midden-Italië stijgt tot 293. Reddingswerkers zeggen dat circa tien mensen nog worden vermist.
- De Australische filmmaker en ex-Australianfootballspeler Rob Dickson verongelukt tijdens een vakantie in Zuid-Afrika.
- De Koninklijke Marechaussee pakt op Schiphol 22 leden op van een Surinaamse brassband op verdenking van drugssmokkel.

### 12 april
- De regering van Thailand roept in Bangkok en vijf aangrenzende provincies de noodtoestand uit om een eind te maken aan demonstraties waarin het aftreden van de Thaise premier Abhisit Vejjajiva wordt geëist.
- Politie en justitie hebben met behulp van nieuwe technieken een nieuw DNA-spoor gevonden op het lichaam van de bijna elf jaar geleden vermoorde Nicky Verstappen uit Heibloem, aldus een woordvoerster van het Openbaar Ministerie (OM) in Maastricht.
- De Zwitserse architect Peter Zumthor wint de Pritzker Architectuurprijs, de hoogste internationale onderscheiding voor architecten. De onderscheiding, waaraan een geldbedrag van 100.000 dollar (76.000 euro) is verbonden, wordt op 29 mei in Buenos Aires uitgereikt.
- De 'oude vier' van Skadi wint op het Amsterdam-Rijnkanaal bij Houten de 126e Varsity.
- De eerste paasdag is in Midden-Nederland de warmste sinds 1984. Rond Utrecht wordt een temperatuur gemeten van ruim 18 graden Celsius.

### 13 april
- De Amerikaanse president Barack Obama beslist de sancties tegen Cuba te verlichten.
- Onbekenden plegen in de nacht van zondag op maandag een brandaanslag op de militaire academie in Dresden, waar de officieren voor de Duitse strijdkrachten worden opgeleid.
- Het Amerikaanse bankconcern Goldman Sachs is van plan om de 10 miljard dollar die het aan overheidssteun heeft gekregen, op korte termijn terug te betalen. De bank kondigt een aandelenemissie van 5 miljard dollar aan.
- In Malmö wordt het Swedbank Stadion officieel in gebruik genomen met een wedstrijd tussen Malmö FF en Örgryte IS.
- Tussen de tien en vijftien Nederlands-Marokkaanse jongeren vallen een reportageploeg van het tv-programma Netwerk lastig. De ploeg is in de Utrechtse wijk Zuilen bezig met het draaien van een reportage.

### 14 april
- Paddo’s blijven verboden. Het gerechtshof in Den Haag bepaalt dit in een kort geding, dat onder andere door de Vereniging Landelijk Overleg Smartshops (VLOS) was aangespannen tegen de Nederlandse staat.
- Na Linda de Mol, Youp van 't Hek en Matthijs van Nieuwkerk krijgt ook Donald Duck zijn eigen glossy. De wereldberoemde eend krijgt eenmalig een speciaal 'personality tijdschrift' omdat zijn filmcarrière 75 jaar geleden begon.
- Het Amerikaanse internetbedrijf eBay gaat afscheid nemen van Skype, de internetbeldienst die wereldwijd door honderden miljoenen mensen wordt gebruikt.
- Een Amerikaans Hof van Beroep roept op de valreep een voorlopig halt toe aan de uitlevering van de vermeende oorlogsmisdadiger John Demjanjuk.
- Elektronicaconcern Philips roept vanwege een veiligheidsrisico wereldwijd ruim zeven miljoen exemplaren van de koffiemachine Senseo terug. Daarvoor is 30 miljoen euro opzij gelegd.

### 15 april
- De eerste pan-Europese politieke partij Libertas vindt een Nederlandse lijsttrekker voor de verkiezingen voor een nieuw Europees Parlement op 4 juni: de politicologe/journaliste Eline van den Broek.
- Een van de meest gezochte criminelen van Colombia, Daniel Rendón Herrera, wordt opgepakt in het noordwesten van het Zuid-Amerikaanse land. De autoriteiten berichten dat de verdachte, bekend als ‘Don Mario', in een actie van vijfhonderd commando's van speciale anti-narcoticabrigades is aangehouden.
- De Vietnamese regering wil dat dansen in de razend populaire karaokebars wordt verboden. Een wetsvoorstel daartoe zou ook moeten helpen drugsgebruik en prostitutie tegen te gaan.
- Minister Bert Koenders voor Ontwikkelingssamenwerking gaat snoeien in het aantal hulporganisaties dat in aanmerking komt voor overheidsubsidie. Het totale subsidiebedrag wordt verlaagd, van 525 miljoen euro naar 425 tot 500 miljoen per jaar.
- Anders dan in voorgaande jaren kan de gemeente Rotterdam bij de presentatie van de ‘veiligheidsindex’ niet melden dat de stad in 2008 iets veiliger was geworden. De score bedraagt 7,2, waar in 2007 nog een 7,3 werd gehaald.
- De Republiek Congo biedt 10 miljoen hectare landbouwgrond aan aan Zuid-Afrikaanse boeren, een gebied van meer dan drie keer de oppervlakte van Nederland.

### 16 april
- De omgeving van Delfzijl en Appingedam in de provincie Groningen wordt getroffen door een aardschok. Volgens een seismoloog van het KNMI ligt het epicentrum 2,5 kilometer van het centrum van Appingedam, en heeft de schok een kracht van 2,5 op de schaal van Richter.
- Het Nederlandse kabinet gaat fors snijden in de bijdragen aan gemeenten en provincies. Vanaf 2011 gaat er ongeveer 650 miljoen euro minder naar de lagere overheden dan in de miljoenennota was begroot, melden bronnen rond het kabinet.
- Het Duitse energiebedrijf RWE sluit een principeovereenkomst met Turkmenistan over de levering van gas naar Europa.
- De Amerikaanse legeradjudant John Hatley wordt tot levenslang veroordeeld voor de moord op vier Irakezen in 2007.
- Hamburger SV bereikt ten koste van Manchester City de halve finales van de UEFA Cup. De Duitse voetbalploeg van de Nederlandse coach Martin Jol verliest in Engeland met 2-1, maar heeft een week eerder op eigen veld met 3-1 gewonnen.
- Op de eerste dag van de Swim Cup in Amsterdam zwemmen Femke Heemskerk, Hinkelien Schreuder, Moniek Nijhuis en Nick Driebergen de limiet voor de wereldkampioenschappen in juli in Rome.

### 17 april
- Vier betrokkenen bij de Pirate Bay, een zoekmachine met verwijzingen naar veel muziek en films waarop auteursrecht rust, worden door een Zweedse rechtbank veroordeeld tot een jaar gevangenisstraf en het betalen van een boete van 2,7 miljoen euro.
- De omstreden legerimam Ali Eddaoudi mag blijven, aldus staatssecretaris Jack de Vries (Defensie, CDA).
- Blanke boeren in Zimbabwe klagen over een nieuwe golf bezettingen van hun boerderijen door zwarte landgenoten.
- De Russische president Dmitri Medvedev noemt een voor mei geplande NAVO-oefening in Georgië een ‘gevaarlijk besluit’ die de toenadering tussen de alliantie en Rusland bedreigt.
- De Curaçaose politie pakt twee mannen op die vorige maand uit de Bon Futuro-gevangenis zijn ontsnapt.
- De Belgische Melissa Dupré verbetert in Ústí nad Labem het nationaal record speerwerpen tot 56,62 m.
- Somalische piraten maken een einde aan de kaping van het vrachtschip Sea Horse.

### 18 april
- De Franse politie pakt weer een vermeend kopstuk van de Baskische terreurgroep ETA op. Jurdan Martitegi Lizaso (28) wordt ervan verdacht leiding te geven aan de militaire tak van de afscheidingsbeweging.
- Voor de kust van Somalië wordt een Belgisch schip met tien bemanningsleden aan boord gekaapt.
- Vijf kinderen raken gewond als het luchtkussen waarop zij spelen door een windvlaag een paar meter de lucht in vliegt bij een manege in Assendelft.
- De Belgische steenstorter Pompeï, eigendom van het baggerbedrijf De Nul, wordt gekaapt op 700 km buiten de Somalische kust, met tien bemanningsleden aan boord. >>meer nieuws
- Alexander Baljakin wordt Nederlands kampioen dammen. Hij verslaat in de laatste ronde met de witte schijven Jochem Zweerink.
- De Spaanse wielerbond gaat in beroep tegen de beslissing van een Spaanse rechter om de vrijgave van bloedmonsters te blokkeren. Daarmee zou mogelijk aangetoond kunnen worden dat de Spanjaard Alejandro Valverde en andere wielrenners doping hebben gebruikt.
- Een record voor de Nationale Rode Kruis Bloesemtocht: bijna 30.000 wandelaars lopen door de Betuwe.

### 19 april
- Meer dan 180 personen worden gedood in het zuiden van Soedan. Gewapende mannen van de stam Lou Nuer vallen dorpen binnen van de rivaliserende Morle-stam. Zo’n 900 personen raken gewond in de deelstaat Jonglei.
- Honderden gevangenen in India zijn in hongerstaking gegaan uit protest tegen het feit dat ze tv-uitzendingen van een belangrijk crickettoernooi moeten missen.
- De kidnappers van een Nederlandse en een Belgische hulpverlener eisen 1 miljoen dollar (777.000 euro) losgeld. De gijzelaars zijn werkzaam voor Artsen zonder Grenzen (AzG) en worden ontvoerd nabij de stad Bakool in Centraal-Somalië.
- De fel pro-Turkse Nationale Uniepartij (UBP) van Dervis Eroglu wint de verkiezingen in Noord-Cyprus.
- Enkele kroegen en een cafetaria in het centrum van Hengelo (Overijssel) worden ontruimd vanwege een grote brand in de binnenstad.
- De Alkmaarse voetbalclub AZ wordt landskampioen van Nederland. Op 26 april vindt de huldiging plaats in Alkmaar.

### 20 april
- De militante Palestijnse organisatie Hamas heeft tijdens en na de recente Gaza-oorlog zeker 32 politieke tegenstanders gedood en tientallen anderen verminkt, zo maakt Human Rights Watch bekend.
- De deelnemers van het pensioenfonds ABP zijn tegen de nieuwe bestuursvoorzitter Harry Borghouts. De commissaris van de koningin van Noord-Holland is volgens de Nederlandse Bond voor Pensioenbelangen (NBP) ‘besmet’ door twee affaires die hem ‘diskwalificeren’ als voorzitter van een van de grootste pensioenfondsen ter wereld.
- De president-directeur van de centrale bank van Zimbabwe erkent dat hij geld van bankrekeningen van particuliere bedrijven en buitenlandse hulporganisaties heeft gehaald om de regering draaiende te houden.
- Het hof van beroep in Dakar vernietigt de veroordelingen wegens homoseksualiteit tegen negen Senegalezen en gelast hun vrijlating. De mannen waren door een lagere rechtbank tot acht jaar cel veroordeeld wegens homoseksuele praktijken en lidmaatschap van een criminele organisatie.
- The New York Times wint vijf Pulitzer Prizes. De Amerikaanse krant valt onder meer in de prijzen in de belangrijke categorieën onderzoeksjournalistiek, breaking news en internationale verslaggeving.
- Dinara Safina mag zich voor het eerst in haar loopbaan ‘s werelds beste tennisster noemen. De 22-jarige Russische lost Serena Williams af aan de kop van de wereldranglijst van de WTA.

### 21 april
- De Tamilrebellen in Sri Lanka beschuldigen het regeringsleger ervan duizend burgers te hebben gedood bij het offensief in de laatste strook land die ze bezet houden.
- De Wereldbank wil de hulp aan de kwetsbaarste mensen in arme landen in de komende twee jaar verdrievoudigen tot 12 miljard dollar, zo maakt de ontwikkelingsbank bekend.
- De leider van de oppositie in Venezuela, Manuel Rosales, vlucht naar Peru. Hij wil daar mogelijk asiel aanvragen.
- De digitale wereld-bibliotheek, 'World Digital Library', is online met onder andere literaire hoogtepunten, historische documenten, films en muziek van over de hele wereld. De website is in zeven talen: Engels, Frans, Spaans, Portugees, Arabisch, Chinees en Russisch.
- FC Twente bereikt voor de derde keer sinds de eeuwwisseling de finale van het toernooi om de KNVB Beker. De Enschedese voetbalclub wint in de halve eindstrijd met 3-1 bij NAC Breda.

### 22 april
- Een rechtbank in de Soedanese hoofdstad Khartoem veroordeelt elf leden van een rebellengroep uit de westelijke regio Darfur ter dood, omdat zij de stad in 2008 hadden aangevallen.
- Oud-militair Mohsen Rezaei stelt zich kandidaat voor de Iraanse presidentsverkiezingen van 12 juni en neemt het op tegen Mahmoud Ahmadinejad.
- Schrijver en publicist Martin Bril overlijdt op 49-jarige leeftijd
- De Nederlandse Vereniging voor een Vrijwillig Levenseinde (NVVE) wil een proefproces aanspannen tegen een arts die weigert door te verwijzen na een euthanasieverzoek. Jaarlijks zegt de NVVE honderden klachten te krijgen over artsen die niet willen voldoen aan een euthanasieverzoek, maar vervolgens weigeren de patiënt door te sturen naar een andere arts.
- VVD-wethouders Mark Harbers (Economie en Haven) en Jeannette Baljeu (Verkeer, Vervoer en Organisatie) stappen uit het college in Rotterdam uit protest tegen het aanblijven van integratie-adviseur Tariq Ramadan.

### 23 april
- Zelfmoordenaars met bomvesten slaan hard toe in Irak. Zeker 76 personen komen om het leven. Meer dan honderd anderen raken gewond tijdens de gewelddadigste dag sinds de jaarwisseling.
- De noodtoestand is vanaf 24 april niet meer van kracht in de Thaise hoofdstad Bangkok, zo maakt premier Abhisit Vejjajiva bekend tijdens een vergadering in het parlement. De noodtoestand was van kracht sinds 12 april.
- Minister Eberhard van der Laan (Wonen) moet de raad van commissarissen van woningcorporatie Woonbron tot aftreden aansporen, stelt een meerderheid in de Tweede Kamer. Woonbron kwam in financiële problemen door de aankoop van het klassieke stoomschip SS Rotterdam.
- Internationale donoren hebben de Somalische regering ruim 150 miljoen euro toegezegd om de vrede en stabiliteit in het door burgeroorlogen verscheurde Oost-Afrikaanse land te herstellen.
- Ubuntu 9.04 Karmic Koala wordt uitgebracht

### 24 april
- De protesten in Tbilisi tegen de Georgische president Micheil Saakasjvili gaan hun derde week in.
- Voetbalclub VVV-Venlo wordt kampioen van de Nederlandse Eerste divisie.
- Drie mannen en een vrouw uit België komen om bij een ongeluk met een sportvliegtuig in Marokko.
- Oud-leider David Duke van de Ku Klux Klan wordt opgepakt in de Tsjechische hoofdstad Praag. De politie verdenkt hem van het ontkennen of het verdedigen van de Holocaust.
- CDA, D66 en VVD houden in hun Europese verkiezingsprogramma’s weinig rekening met de belangen van armste landen in de wereld, blijkt uit een onderzoek van de Evert Vermeer Stichting.
- De Tsjechische oud-president Vaclav Havel neemt de eerste Internationale Democratieprijs van de stad Bonn in ontvangst.

### 25 april
- In Mexico breekt een gevaarlijke nieuwe variant van de varkensgriep uit. Er zijn zeker twaalf mensen overleden, en in Mexico-Stad zijn scholen, musea, bibliotheken en theaters gesloten om verdere verspreiding te voorkomen. >>meer nieuws
- Op een omstreden veiling in het Duitse Nürnberg brengen twee aquarellen van de hand van Adolf Hitler 32.000 euro op.
- De linkse regeringspartijen op IJsland winnen de parlementsverkiezingen, tot vreugde van premier Johanna Sigurdardóttir.
- De Amerikaanse autoriteiten openen een landelijke klopjacht op een Amerikaanse professor van de universiteit van Georgia, die tevens doceert aan de Vrije Universiteit in Amsterdam. Hij zou zaterdag drie mensen doodgeschoten hebben, onder wie zijn ex-vrouw.
- Partijprominent Anton Zijderveld zegt zijn lidmaatschap van het CDA op uit onvrede over de houding van zijn partij tegen het populisme van Geert Wilders.
- Bij een brand in het natuurgebied Wierdense Veld in Twente brandt 40 hectare heide af.

### 26 april
- De Wereldbank verstrekt Mexico per direct een lening van 25 miljoen dollar (19 miljoen euro) voor het bestrijden van varkensgriep.
- De politie houdt acht mensen aan vanwege wangedrag tijdens de huldiging van voetbalclub AZ in Alkmaar.
- Somalische piraten kapen een lege olietanker uit Jemen in de Golf van Aden.
- Rita Verdonk wil met een eigen partij meedoen aan de gemeenteraadsverkiezingen in Amsterdam in 2010. Dat zegt de politica tegen de hoofdstedelijke tv-zender AT5. De partij moet Trots op Amsterdam gaan heten.
- De Luxemburger Andy Schleck wint de wielerklassieker Luik-Bastenaken-Luik.

### 27 april
- Ook in Europa zijn de eerste gevallen van besmetting met de nieuwe varkensgriepvariant H1N1 bevestigd en het is daarmee ook buiten het Amerikaanse continent verspreid. Het virus is nu met zekerheid aangetroffen in de Verenigde Staten, Canada, Spanje en Schotland. >>meer nieuws
- Met een opvolgingscongres wordt in Leuven het eerste lustrum gevierd van de Bolognaverklaring.
- De regering van Peru verleent asiel aan de Venezolaanse oppositieleider Manuel Rosales, een van de belangrijkste tegenstanders van de Venezolaanse president Hugo Chávez.
- Een rechtbank in Wenen veroordeelt de Oostenrijkse Holocaust-ontkenner Gerd Honsik tot vijf jaar cel. Ondanks een eerdere veroordeling ging hij door met het verspreiden van nationaalsocialistisch gedachtegoed, oordeelt de rechtbank.

### 28 april
- Een senator van de Republikeinen loopt over naar de Democratische partij van de Amerikaanse president Barack Obama. Het gaat om de 79-jarige senator Arlen Specter uit Pennsylvania.
- Sinds vandaag is in Nederland een televisietoestel te koop waarmee ook kan worden gesurft op internet. Dit is een stap in de samensmelting van televisiekijken en toegang tot het world wide web via dezelfde kabelaansluiting.
- Een schip van de Russische marine pakt voor de kust van Somalië 29 vermoedelijke Somalische piraten op.
- Een rechtbank in Miami veroordeelt de Colombiaanse drugsbaron Eugenio Montoya tot dertig jaar cel. De Colombiaanse autoriteiten hadden de volgens hen belangrijkste drugsbaron van het land in 2008 uitgeleverd aan de Verenigde Staten. Montoya wordt ervan verdacht honderden tonnen cocaïne te hebben geproduceerd voor de Amerikaanse markt.
- De Koninklijke Nederlandsche Wielren Unie (KNWU) stelt de Fransman Frédéric Magné aan als bondscoach van de baansprinters. Oud-baanwielrenner Robert Slippens krijgt de duurrenners onder zijn hoede.

### 29 april
- De natuur in de lage landen is helemaal in de war geraakt door de lange, koude winter en de daaropvolgende extreem warme aprilmaand. Veel struiken en bomen bloeien deze lente korter maar uitbundiger, vlinders die al jarenlang niet zijn gezien, duiken nu op en in de Zeeuwse wateren is er een sterke toename van roze sterslakken.
- Naar aanleiding van de uitbraak van de Mexicaanse griep is door de Wereldgezondheidsorganisatie (WHO) de alarmfase verhoogd naar niveau 5 (het een na hoogste niveau), de laatste fase voordat gesproken kan worden over een pandemie. Dit is vooral een signaal aan overheden en de farmaceutische industrie over de hele wereld om zich voor te bereiden op verdere verspreiding. >>meer nieuws
- De Spaanse onderzoeksrechter Baltasar Garzón begint een onderzoek naar mogelijke folterpraktijken in het Amerikaanse gevangenenkamp voor terreurverdachten Guantánamo Bay. Garzón concentreert zich op de vermoedelijke folteraars, hun leidinggevenden en eventuele helpers en medeplichtigen.
- De Koninklijke Nederlandse Hockeybond (KNHB) stelt strenge richtlijnen op om wangedrag op en rond het hockeyveld tegen te gaan. Aanleiding is een incident bij de wedstrijd tussen Klein Zwitserland en Pinoké. Een van de scheidsrechters werd geraakt door een voorwerp uit het publiek.

### 30 april
- De automobielfabriek Chrysler heeft surseance van betaling of gerechtelijk akkoord aangevraagd. Het Amerikaanse bedrijf bezweek onder een schuldenlast van 5,3 miljard euro.
- Koninginnedag in Apeldoorn wordt opgeschrikt door een aanslag op de koninklijke familie: een auto rijdt door de mensenmenigte en ramt het monument De Naald. Er zijn 7 doden en 11 gewonden, waarvan 3 zwaargewond.
- Minister van Volksgezondheid Ab Klink maakt bekend dat ook in Nederland een geval van de Mexicaanse griep is vastgesteld. Het gaat om een 3,5-jarig kind, dat wordt behandeld en waarvan de toestand niet ernstig is.
- Een 36-jarige man uit Nijverdal slaat met zijn auto over de kop bij zijn vlucht voor de politie. Hij overlijdt direct na het ongeval.
- De Brits-Nederlandse automatiseerder Logica schrapt nog dit kwartaal driehonderd banen in Nederland, zo maakt het bedrijf bekend.

## Overleden
← · januari · februari · maart · april · mei · juni · juli · augustus · september · oktober · november · december ·  →